# 代々幡町
代々幡町（よよはたまち）は、東京府豊多摩郡にかってあった町。1889年（明治22年）に南豊島郡の代々木村と幡ヶ谷村とが合併して代々幡村が誕生した。
1896年（明治29年）に南豊島郡が東多摩郡と合併して豊多摩郡となり引き継がれ、1915年（大正4年）に代々幡村が町制施行して豊多摩郡代々幡町となった。その後、1932年（昭和7年）に郡ごと東京市へ編入され、渋谷町、千駄ヶ谷町と合併して渋谷区となり、代々幡町は消滅した。なお、代々幡村は京王電気軌道（現：京王電鉄）創業の地であり、京王グループ発祥の地でもある（後述）。

## 地名の由来
「代々幡」は「代々木」の「代々」と「幡ヶ谷」の「幡」とをつなげて作った合成地名である。当時はいくつかの施設の名前に用いられたが、東京市に編入され代々幡町が消滅して以降は順次改称され、また廃止された施設もあり、現存するのは代々幡斎場のみである。また幡代小学校の「幡代（はたしろ）」は、村名には代々木を上につけたので、小学校名は幡ヶ谷を上にしたと言われている。

## 人口
- 1920年　 20,034
- 1925年　 51,755
- 1930年　 70,577

## 代々幡村と京王電鉄
代々幡村は京王グループ創業の地である。京王電気軌道（現：京王電鉄）は、1910年（明治43年）9月21日、資本金125万円（払込資本金31万2500円）で設立、本店を東京府豊多摩郡代々幡村大字代々木字山谷291番地に置いた。翌1911年（明治44年）7月4日には電気供給事業経営の許可を受け、同年10月10日に本店を代々幡村大字代々木207番地へ移した。
1912年（明治45年）4月に代々幡村を含む新宿 - 調布間の鉄道路線を開業すべく線路敷設の第1期工事を開始、同1912年（大正元年）8月には府中火力発電所の建設および調布町 - 府中町 - 西府村の電灯線工事を開始、年末までに完成した。1913年（大正2年）1月1日より調布町、多磨村、府中町、西府村へ送電を開始、これらの地に電気の灯を点した。同年4月15日には京王線の笹塚 - 調布間が開通、同時に未成区間の補助として新宿 - 笹塚間および調布 - 国分寺間で東京では初となる乗合自動車事業（現：京王電鉄バス）を開始した。同年8月31日には本店を代々幡村大字幡ヶ谷1045番地に移している。そして同年10月11日、京王線が代々幡駅まで延伸され、この地に鉄道がもたらされることとなった。
鉄道開通により、1914年（大正3年）2月1日をもって調布方面の乗合自動車営業を休止。同年4月8日には幡代小学校付近の幡代小学校前駅が開業、6月11日には代々木駅、同年11月19日には天神橋駅および新町駅が開業し、京王線は新宿へ向かって順次延伸されてゆく。翌1915年（大正4年）3月31日に葵橋駅、同年5月1日に停車場前駅（のち省線新宿駅前駅に改称）が開業、同年5月30日には新宿追分交差点に新宿追分駅が開業し、京王電気軌道の路線がついに調布から新宿まで到達した。
調布から府中方面への延伸工事も開始され、1916年（大正5年）6月1日には調布 - 多摩川原間が開業（のちの京王相模原線区間）、9月1日には調布- 飛田給間が開通、10月31日には府中駅が開業し、京王線の新宿 - 府中間が全通した。その後、玉南電気鉄道を1925年（大正14年）3月24日に府中 - 東八王子間で全線開業させ、1926年（大正15年）12月4日に京王電気軌道に合併。翌1927年（昭和2年）10月28日、本社ビル「京王新宿ビルディング」の完成に伴い新宿追分駅をビル1階へ移転し、本社を代々幡から新宿へ移転した。ここまでの京王の黎明期の歴史は、創業の地である代々幡で行われたのであった。
代々幡駅は、現在の京王線の初台駅と幡ヶ谷駅の間にあり、現在の幡代小学校の前より幡ヶ谷寄りにあった。その後、1934年（昭和9年）1月19日に「幡ヶ谷本町駅」へ改称され、さらに1937年（昭和12年）9月1日に「幡代駅」へ改称された上、戦時中の1945年（昭和20年）7月24日に廃止された。付近には京王バス東（渋63・渋66系統）、渋谷区コミュニティバス「ハチ公バス」春の小川ルート（京王バス東・永福町営業所が運行）の「幡代」バス停留所が現存する。
また1939年（昭和14年）7月21日、京王電軌の代々木駅は「西参道駅」へ改称、代々幡駅と同時に不要不急駅として廃止されている。京王バス東と新宿区コミュニティバス「新宿WEバス」（京王バス東・中野営業所が運行）の「西参道」停留所として現存する。

## 「代々幡」の地名が付いた主な施設
- 代々幡斎場 - 渋谷区西原二丁目にある斎場。火葬場と複数の式場とを備えた総合施設で、今もこの名前で営業している。
- 代々木上原駅 - 小田急小田原線の駅。1927年に「代々幡上原駅」として開業し、1941年に改称されるまでこの名前であった。
- 代々幡警察署 - 1925年に淀橋警察署分署が昇格して「代々幡警察署」ができた。位置は幡代小学校の西隣であった。その後1932年「代々木警察署」と改称、戦後になって甲州街道の反対側の現在地へ移転して今に至る。
- 代々幡郵便局 - 1932年に幡代小学校の東隣に普通郵便局として「代々幡郵便局」が開局した。1950年に「代々木郵便局」と改称し、さらに現在地に移転して今に至る。

## 教育機関
- 東京帝国大学農科大学（敷地の一部）[3]
- 私立名教中学校
- 文化裁縫女学校
- 小西写真専門学校
- 二階堂体操塾
- 幡代実業補修学校
- 幡代尋常高等小学校
- 中幡尋常小学校
- 笹塚尋常小学校
- 上原尋常小学校
- 西原尋常小学校
- 富谷尋常小学校
- 私立早蕨幼稚園

## 関連書籍
- 東京府豊多摩郡 『東京府豊多摩郡誌』 1916年
- 京王帝都電鉄総務部『京王帝都電鉄30年史』1978年（昭和53年）6月1日発行